# Đậu mèo lớn

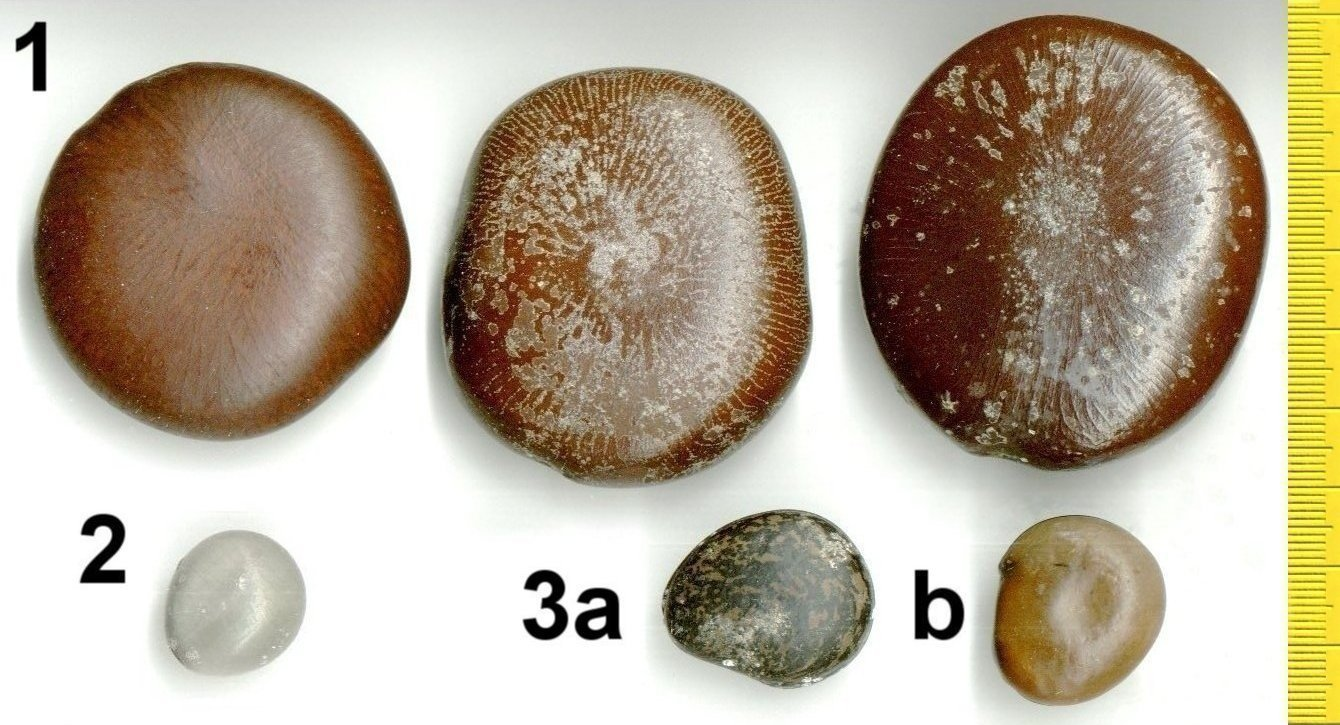
Hạt đậu mèo lớn
1. Entada rheedii
2. Caesalpinia bonduc
3. a,b Mucuna gigantea

Đậu mèo lớn hay đậu mèo to, móc mèo lớn (danh pháp: Mucuna gigantea) là loài thực vật có hoa trong họ Đậu. Loài này được (Willd.) DC. miêu tả khoa học đầu tiên.

## Hình ảnh

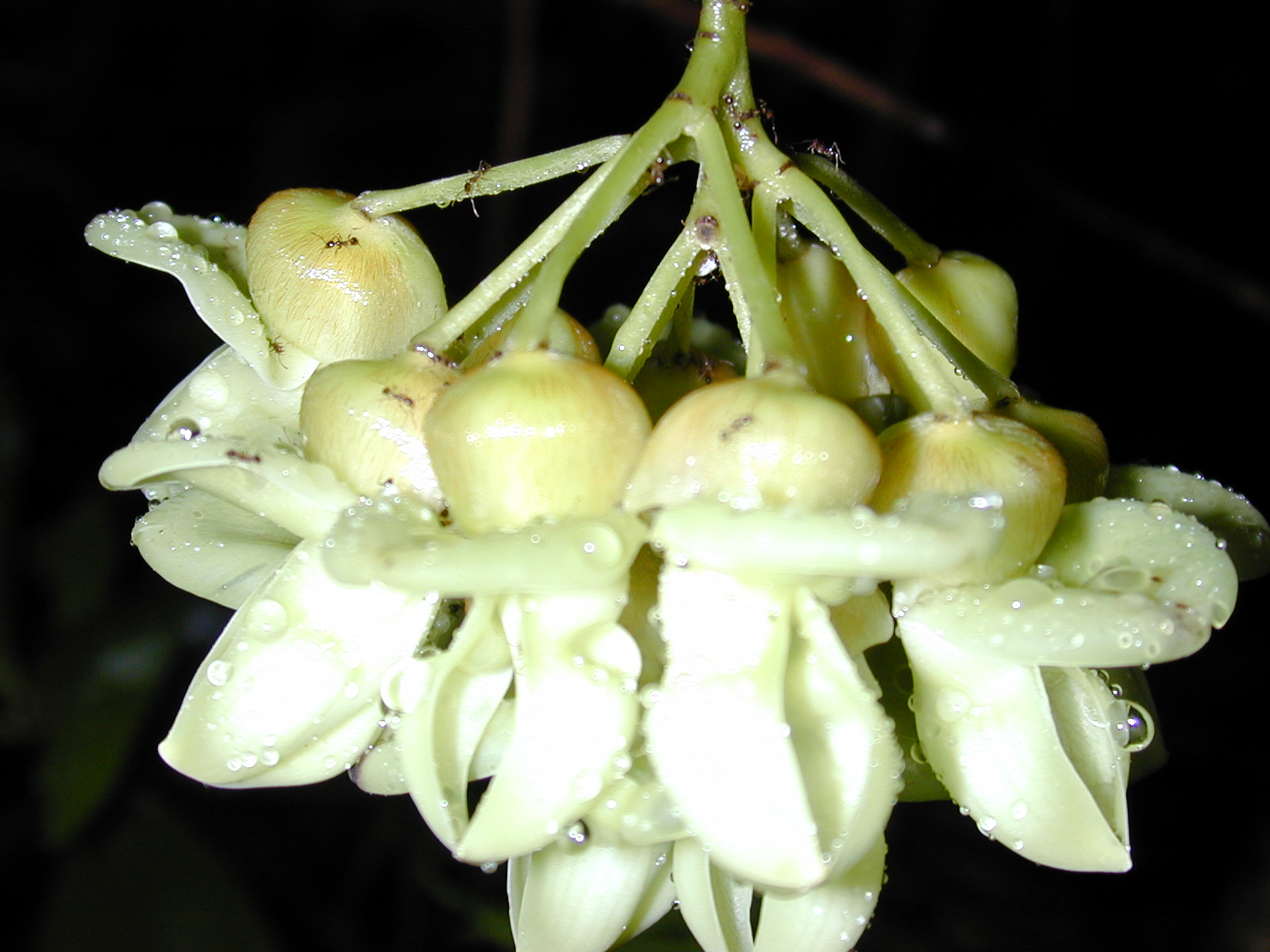